# Малиновка (парк)
Парк Малиновка расположен в Красногвардейском районе Санкт-Петербурга, в 49-м квартале Ржевки-Пороховых. Площадь парка составляет 16,30 га (по состоянию на конец 2021 года). Ограничен проспектом Косыгина, улицей Передовиков, проспектом Энтузиастов и Индустриальным проспектом. Через улицу Передовиков парк Малиновка переходит в Ладожский парк.

## Физико-географическая характеристика
Центральными объектами в парке являются пруды. Они были образованы в русле засыпанной реки Малиновки (по другим данным — Лапки). Также в парке расположена церковь Покрова Пресвятой Богородицы с часовней, теннисный клуб и ТРК «Июнь», построенные во второй половине 2000-х годов. Основные породы деревьев — лиственные.

## История
Малиновкой именовались речка (с 1743 года, другие названия — Нарвин ручей и Чёрная речка), приток Охты, и располагавшаяся поблизости деревня (с 1799 года). В 1970-х годах речка была засыпана.
Во время массовой застройки ближайших жилых кварталов на месте нынешнего парка Малиновка был пустырь со свалкой строительного мусора.
В 1986 году мастерской № 9 ЛенНИИПроект был спроектирован парк площадью 20,9 га с двумя прудами, катальной горкой, сетью дорожек, клумбами, детскими и спортивными площадками. В 1990-91 годы парк был разбит согласно проекту. Стоимость строительства парка была эквивалента стоимости 100 трёхкомнатных квартир 137 серии в ценах того времени.
Позже, в 2003—2008 годах, пользуясь неразберихой в законодательстве, отсутствием на тот момент закона о правилах землепользования и застройки, из территории парка вырезали участки под торгово-развлекательный центр «Июнь», учреждение быстрого питания «Блиндональдс» (позже «Макдональдс», позже «Вкусно — и точка») и теннисный корт.
Также из земель парка был изъят участок площадью 0,4 га под постройку временного сооружения церкви Покрова Пресвятой Богородицы, которая в итоге была построена как капитальное сооружение.
В конце 2000-х годов парку было присвоено официальное название.
В 2010 году в парке была заложена аллея в память 65-летия Победы.

## Угроза застройки
25 ноября 2009 г. Правительство Санкт-Петербурга разрешило «Православной местной религиозной организации Приход храма святых первоверховных апостолов Петра и Павла на Пискаревском пр.» проведение изыскательских работ в парке «в целях определения возможности проектирования и строительства собора».
28 января 2010 года КГА выпустило распоряжение № 161 о подготовке документации по планировке территории в составе проекта планировки и межевания территории.
В марте 2011 г. за несколько месяцев до ухода В. Матвиенко с поста губернатора, Правительство города предоставило участок площадью 21 318 м2 для строительства храма. Вышло Постановление Правительства Санкт-Петербурга от 22 марта 2011 года N 332 (утратило силу с 2015 г. на основании постановления Правительства Санкт-Петербурга от 22.09.2015 г. N 833). В центре относительно небольшого парка планировалось строительство собора и православного центра, которые должны были занять практически весь выделенный участок размером 2,1 га, высота собора предполагалась порядка 65 м.
О грядущем строительстве жители района узнали лишь в начале 2013 года, когда увидели в парке следы бурения, оставшиеся от взятия проб грунта.
Известие о застройке парка вызвало резко отрицательное отношение большинства жителей микрорайона. Жители района неоднократно выходили на акции протеста, писали петиции и обращались в суд, оспаривая проект планировки.
Организацию митингов, пикетов, отправку обращений в органы власти взяла на себя инициативная группа «В защиту парка Малиновка от любой застройки». Инициативная группа собрала более 30 000 подписей жителей против застройки парка. Копии 25592 подписей были приложены к протоколу общественных слушаний по вопросу внесения изменений Генерального плана Санкт-Петербурга в 2014 году.
Доводами защитников парка сводились к тому, что это единственный крупный парк микрорайона, расположенный в его центре. В случае застройки парк перестал бы существовать как единое целое, были бы уничтожены посадки деревьев и кустарников ценных пород, уничтожена главная аллея парка — аллея лиственниц, исчезли две площадки отдыха, единственная уцелевшая спортивная площадка и клумбы.
Конфликт вокруг строительства парка получил широкое освещение в СМИ.
В 2013 году шестеро жителей микрорайона обратились в городской суд с заявлением о признании недействующим постановления правительства Санкт-Петербурга № 1273 от 17.08.2011. 22 июля 2013 года (дело № 3-102/13) городской суд удовлетворил заявление жителей. Однако правительство города оспорило данное решение в Верховном суде. Верховный суд встал на сторону правительства города и 20 ноября 2013 отменил решение городского суда.
В августе 2013 г. комиссия по внесению изменений в Генеральный план города приняла поправку в Генплан, предложенную Епархией, позволяющую застройку парка Малиновка храмом, заменив на участке 2,13 га зону Р2 на зону Д, таким образом пытаясь устранить нарушение Правил землепользования и застройки.
В мае 2014 года состоялись общественные слушания по изменению Генерального плана города, на которых жители выступили против перевода участка в зону деловой застройки, что позволяло застроить парк. За сохранение рекреационной зоны Р2 было подано 470 замечаний, многие из которых коллективные. Ни одного замечания за создание деловой зоны Д в протоколе слушаний нет.
В декабре 2014 г. руководство Санкт-Петербурга решило всё же сохранить территорию за парком. Комиссия по подготовке изменений в Генплан одобрила поправки жителей Пороховых, поданные на слушаниях по Генеральному плану, о включении пятна застройки под планировавшимся храмом в границы парка Малиновка.
Во время второго чтения 10 июня 2015 года Закона о Генеральном плане в Законодательном Собрании Санкт-Петербурга депутатом В. В. Милоновым была внесена поправка № 115 по парку Малиновка за перевод участка в 2.13 га из рекреационной зоны Р2 в деловую зону Д. Данная поправка не должна была ставиться на голосование, потому что не проходила процедуру публичных слушаний. Тем не менее Законодательное собрание Санкт-Петербурга приняло поправку депутата Виталия Милонова, вновь разрешив изъять 2 гектара парка под строительство церкви.
20 января 2016 года были проведены публичные слушания по внесению изменений в закон «Правила землепользования и застройки Санкт-Петербурга», на которых жители опять выступили против застройки парка. В итоге на участке, который планировалось отдать под застройку. назначили допустимую высоту капитального строительства 5 метров, как и на остальной территории парка, что не позволяло осуществить проект застройки. Фактически была устранена угроза получения разрешения на строительство.
24 мая 2017 г. было единогласное решение рабочей группы по инвентаризации зеленых насаждений о внесении парка Малиновка в реестр ЗНОП. Но в ноябре 2018 г. в комиссия по городскому хозяйству, градостроительству и имущественным вопросам петербургского Заксобрания приняла решение отклонить внесенную поправку по поводу включения участка в парке Малиновка в список зеленых насаждений общего пользования.
17 августа 2019 г. будущий губернатор А. Беглов на предвыборной встрече в парке Малиновка с жителями Пороховых сообщил, что инициатива о внесении изменений закон «О зеленых насаждениях общего пользования» поступит в Законодательное собрание 19 августа. Беглов также сказал, что провёл переговоры с отцом Петром Мухиным о подборе для строительства храма участка, который устроит всех жителей района.
19 августа 2019 г. А. Беглов внес в городское Законодательное собрание проект закона о включении в перечень зеленых насаждений общего пользования территории парка Малиновка в Красногвардейском районе Петербурга.
Однако 6-й созыв ЗакСа так и не рассматривал данный законопроект.
Только новый состав Законодательного Собрания принял в декабре 2021 года данный закон в трёх чтениях. декабря 2021 года его подписал губернатор А. Беглов.
9-летяя борьба жителей микрорайона за сохранение парка была закончена победой жителей.